# Domenico Semeraro
Domenico Semeraro (3 de febrero de 1964) es un deportista suizo que compitió en bobsleigh en la modalidad cuádruple. 
Participó en los Juegos Olímpicos de Lillehammer 1994, obteniendo una medalla de plata en la prueba cuádruple (junto con Gustav Weder, Donat Acklin, Kurt Meier).
Ganó una medalla de oro en el Campeonato Mundial de Bobsleigh de 1993 y una medalla de oro en el Campeonato Europeo de Bobsleigh de 1993.

## Palmarés internacional
| Juegos Olímpicos   | Juegos Olímpicos      | Juegos Olímpicos | Juegos Olímpicos |
| Año                | Lugar                 | Medalla          | Prueba           |
| ------------------ | --------------------- | ---------------- | ---------------- |
| 1994               | Lillehammer (Noruega) | Medalla de plata | Cuádruple        |
| Campeonato Mundial |                       |                  |                  |
| Año                | Lugar                 | Medalla          | Prueba           |
| 1993               | Igls (Austria)        | Medalla de oro   | Cuádruple        |
| Campeonato Europeo |                       |                  |                  |
| Año                | Lugar                 | Medalla          | Prueba           |
| 1993               | Sankt Moritz (Suiza)  | Medalla de oro   | Cuádruple        |